# フッ化黒鉛リチウム電池
フッ化（弗化）黒鉛リチウム電池（ふっかこくえんリチウムでんち）は、一次電池のうち、負極に金属リチウムを使用するリチウム系電池の一種。

## 概要
負極に使用されているリチウムは、金属の中でも最も比重が軽く、重量あたりのエネルギー密度の高い素材である。
リチウム系電池の共通の利点としては、小型・軽量、高起電力があり高エネルギー密度、電解質に水溶液を使用していない為、自己放電率が少なく長寿命、使用温度範囲が広く耐漏液性が高いなどがあげられる。欠点としては、材料の高コストがある。
リチウム系一次電池の大多数を占める二酸化マンガンリチウム電池（CR）と比較すると、作動電圧が低いことやパルス放電特性で劣るが、高温での性能維持や長期信頼性に優れている。
フッ化黒鉛リチウム電池の中でも、特別に耐高温が謳われる製品には、放電時の最高使用温度125℃の製品もある。
上記の通り信頼性、安全性の特性の違いはあるが、多くの場合においてCR系電池と互換使用が可能である。ただし、高い電圧を必要とするデバイスでは十分な性能を発揮出来ない事も考えられる。

## 規格
IEC定義の電池の記号はBR。単電池系を表す記号はB、形状を表す記号はRで、コイン形（ピン形）、円筒形が含まれる。
記号「B」は、以下の電気化学的系統を表す。
正極（陽極）：フッ化黒鉛（組成式(CF)n）

電解質：有機（非水系有機電解液）

負極（陰極）：リチウム

公称電圧：3.0V

終止電圧：2.0V

円形の電池は、「R」の後に3～5桁の数字でサイズを表す。最初の1～2桁は直径（mm単位）、最後の2～3桁は高さ（0.1mm単位）を表す。
（例）
- BR2032：直径20.0mm 高さ3.2mm （コイン形）
- BR17335：直径17.0mm 高33.5.mm （円筒形）

## 用途
電気・ガス・水道等の公共公益設備のメーターや火災報知器などの主電源（約10年間の動作を想定）、各種バックアップ用電源、リアルタイムクロック（RTC）用などで使用されている。
小惑星探査機「はやぶさ」では地球帰還時の回収信号を発信するビーコン用電源として採用されたほか、後継機「はやぶさ2」においても人工クレーターを作製するための衝突装置やその様子を撮影するための分離カメラ用電源として採用された。
またコイン形の製品には、端子付きの組込み用途向けも存在する。

## 安全性について

### 想定されるリスクについて
コイン形リチウム一次電池やボタン形アルカリ電池などの小形電池は，小さな子供が興味を持ちやすく，口に入れて飲み込んでしまうこともある。しかし，誤った取り扱いをすると人体に重大な損傷を与える可能性がある。飲み込まれた電池は，粘液や唾液などの体液と反応して回路を形成し、人体の組織を溶かしてしまうのに十分な強さのアルカリ成分を発生させる。それによって化学やけどや粘膜組織の損傷，重症例では、食道と気管の間にあいた穴が貫通し、最悪の場合に死に至る。

### JIS規格の規定内容と図記号について

Keep-out-of-reach-of-children

JIS 規格では，電池の取扱いの安全性に関する注意事項及びそれを表示することが規定されている。例えば「JIS C8513（リチウム一次電池の安全性）」では、「7.2 電池取扱いの安全性に関する注意事項」として、「電池は、乳幼児の手の届かないところに置く。」と記載されており、乳幼児が飲み込む可能性がある小さな電池は乳幼児の手の届かないところに置くこと、電池を飲み込んだ場合には直ちに医師に連絡し、指示を受けることが記載されている。さらに、大人が監視していないところで、子供に電池の交換をさせないことも記載されている。この安全図記号は“電池は，乳幼児の手の届かないところに置く”という注意喚起を保護者に行うことを目的としている。直径20ｍｍ以上のコイン形リチウム一次電池は、電池本体への安全図記号の表示が要求事項となっている。

## 歴史
日本では松下電池工業（現 パナソニック オートモーティブ&インダストリアルシステムズ社）が1976年に製品化した。特許が他社に開放されることが無かっため、現在でもパナソニック一社のみが製造。一方で三洋電機で開発された二酸化マンガンリチウム電池の技術が内外で開放されたため、世界的にはこちらの方が普及している。